# Alexander Solomon Wiener
Alexander Solomon Wiener (Nova Iorque, 16 de março de 1907 — Nova Iorque, 7 de novembro de 1976) foi um serólogo estadunidense. Wiener descobriu em 1937, com Karl Landsteiner, o fator Rhesus.

## Carreira
Interessado em matemática, Wiener começou os estudos na Universidade de Cornell. Graduou-se em biologia em 1926, iniciando a seguir o curso de medicina na Long Island College of Medicine (atual SUNY College of Medicine), onde formou-se em 1930. Enquanto cursava medicina, Wiener começou suas primeiras pesquisas sobre grupos sanguíneos, no Jewish Hospital of Brooklyn.

## Publicações
- Rh-Hr Blood Types, Nova York 1954
- com Irving Bernard Wexler: Heredity of the Blood Groups, Nova York 1958
- com Karl Landsteiner: An agglutinable factor in human blood recognized by immune sera for rhesus blood. Proc Soc Exp Biol Med 1940;43:223-224.